# اتفاقية يافا 1229

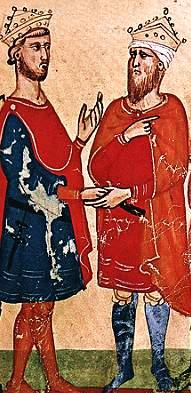

إتفاقية يافا هي إتفاقية وقعت بتاريخ (22 من ربيع الأول 626هـ = 18 من فبراير 1229م) بين فردريك الثاني و السلطان الكامل ناصر الدين محمد

## بنود الإتفاقية
- بمقتضاها تقرر الصلح بين الطرفين لمدة عشر سنوات.
- أن يأخذ الصليبيون بيت المقدس وبيت لحم والناصرة وصيدا.
- ونصت المعاهدة على أن تبقى مدينة القدس على ما هي عليه، فلا يُجدّد سورها، وأن يظل الحرم بما يضمه من المسجد الأقصى وقبة الصخرة بأيدي المسلمين، وتُقام فيه الشعائر، ولا يدخله الفرنج إلا للزيارة فقط.

## دخولها
اتجه فريدريك إلى بيت المقدس، فدخل المدينة المقدسة في (19 من ربيع الآخر 626هـ = 17 من مارس 1229م)، وفي اليوم التالي دخل كنيسة القيامة، ليُتوّج ملكًا على بيت المقدس.

## ردود الفعل
استقبل المسلمون نبأ تسليم المدينة المقدسة بالأسى والحزن، وعم السخط أرجاء العالم الإسلامي، وأقيمت المآتم في المدن الكبرى.
ويصور المقريزي ما حل بالمسلمين من ألم بقوله: “فاشتد البكاء وعظم الصراخ والعويل، وحضر الأئمة والمؤذنون من القدس إلى مخيم الكامل، وأذّنوا على بابه في غير وقت الأذان.. واشتد الإنكار على الملك الكامل، وكثرت الشفاعات عليه في سائر الأقطار”.
ولما أحس السلطان الكامل أنه تورط مع ملك الفرنج أخذ يهوّن من أمر تسليم بيت المقدس، ويعلن أنه لم يعط الفرنج إلا الكنائس والبيوت الخربة، على حين بقي المسجد الأقصى على حاله.. غير أن هذه المبررات لم تنطلِ على أحد من الناس.

## نهاية إتفاقية يافا
وظل بيت المقدس أسيرًا في أيدي الصليبيين نحو خمسة عشر عامًا حتى نجح الخوارزميون في تحريره في (3 من صفر 642هـ = 11 من يوليو 1244م).